# Пирин (Благоевград)
Пирин је насељено место у општини Сандански у области Благоевград, Бугарска. Према попису из 2021. године блио је 133 становника.
Према бугарском географу и историчару, Василу Канчову, у Пирину је 1900. године живело 1.250 Словена хришћана и 45 Аромуна.
Код места Блатата близу Пирина 22. априла 1915. године убијен је Јане Сандански, војвода ВМОРО-а.